# Даулатхан
Даулатхан (бенг. দৌলতখান, англ. Daulatkhan) — город и муниципалитет на юге Бангладеш, административный центр одноимённого подокруга. Площадь города равна 2,34 км². По данным переписи 2001 года, в городе проживало 14 570 человек, из которых мужчины составляли 52,27 %, женщины — соответственно 47,73 %. Уровень грамотности населения составлял 36,3 % (при среднем по Бангладеш показателе 43,1 %). 